# Erra (groupe)
Pour les articles homonymes, voir Erra.
Erra, stylisé ERRA, est un groupe américain de metal progressif et de metalcore, originaire de Birmingham en Alabama, formé en 2009. Il est nommé d'après Erra, divinité mésopotamienne de la guerre et de la violence.

## Historique
Courant mars 2020, le groupe a annoncé qu'il avait terminé l'enregistrement d'un nouvel album, qui succédera à Neon (2018). Les sessions d’enregistrement ont eu lieu sous la direction de l’équipe de production de Carson Slovak et Grant McFarland, connus pour leurs travaux avec August Burns Red et Rivers of Nihil.

## Membres

### Membres actuels
Le groupe est aujourd'hui composé de cinq musiciens :
- J.T. Cavey : Chant
- Jesse Cash : Guitare, Chant
- Alex Ballew : Batterie
- Conor Hesse : Basse
- Clint Tustin : Guitare

### Anciens membres
- Garrison Lee : Chant
- Adam Hicks : Basse
- Alan Rigdon : Guitare
- Ian Eubanks : Chant.
- Sean Price : Guitare